# Izel-lès-Hameau
Izel-lès-Hameau ist eine französische Gemeinde mit 740 Einwohnern (Stand 1. Januar 2022) im Département Pas-de-Calais in der Region Hauts-de-France. Sie gehört zum Arrondissement Arras, zum Kanton Avesnes-le-Comte und zum Gemeindeverband Campagnes de l’Artois.

## Lage
Die Gemeinde Izel-lès-Hameau liegt im Südosten des Artois, 22 Kilometer westlich von Arras. Nachbargemeinden von Izel-lès-Hameau sind Berles-Monchel im Norden, Tilloy-lès-Hermaville im Nordosten, Hermaville im Osten, Lattre-Saint-Quentin im Südosten, Noyelle-Vion im Süden, Manin im Südwesten, Villers-Sir-Simon im Westen sowie Penin im Nordwesten.

## Bevölkerungsentwicklung
| Jahr                       | 1962 | 1968 | 1975 | 1982 | 1990 | 1999 | 2006 | 2015 | 2022 |
| -------------------------- | ---- | ---- | ---- | ---- | ---- | ---- | ---- | ---- | ---- |
| Einwohner                  | 516  | 501  | 509  | 542  | 704  | 668  | 685  | 715  | 740  |
| Quellen: Cassini und INSEE |      |      |      |      |      |      |      |      |      |

## Sehenswürdigkeiten

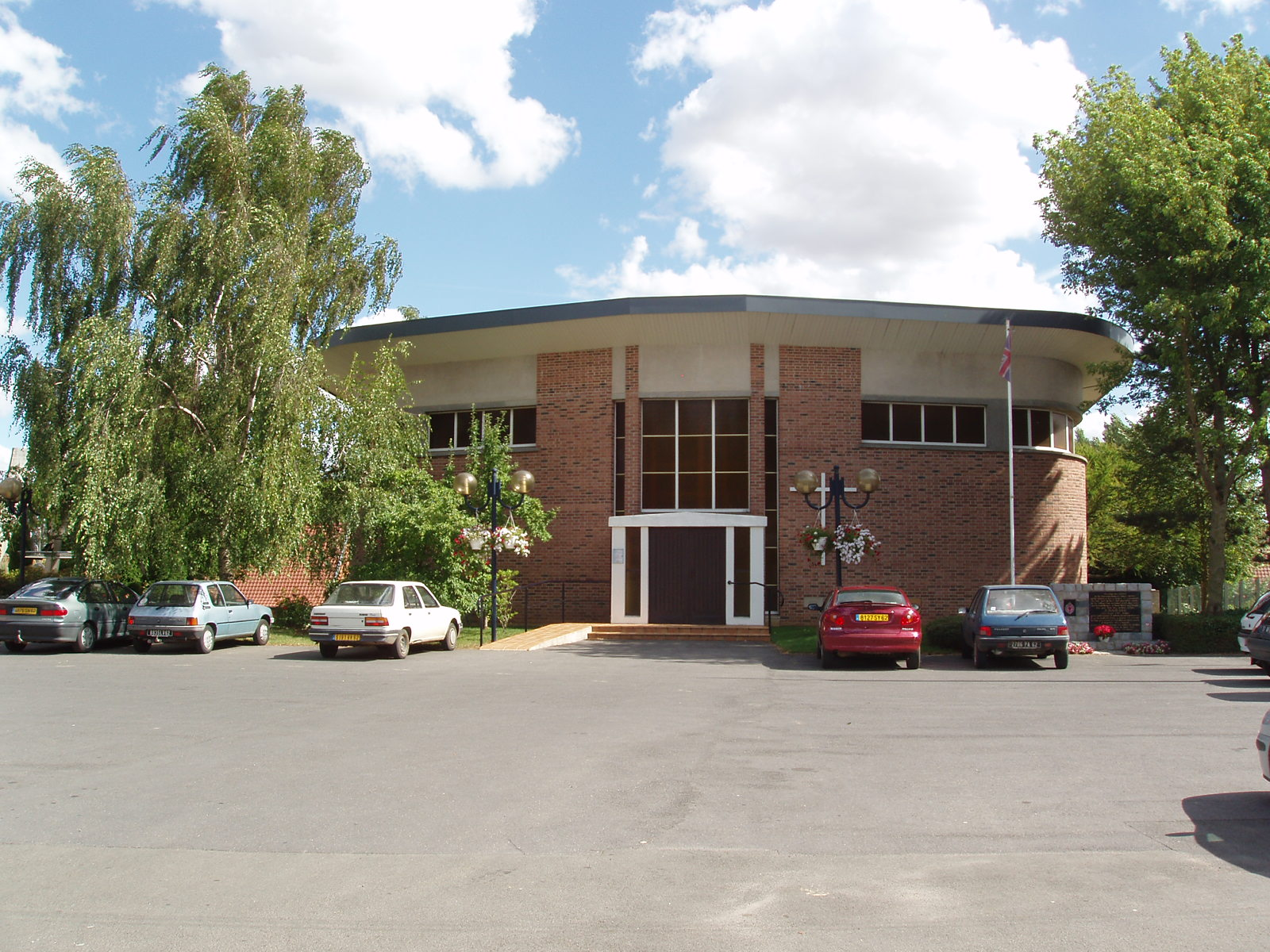
Kirche Saint-Pierre
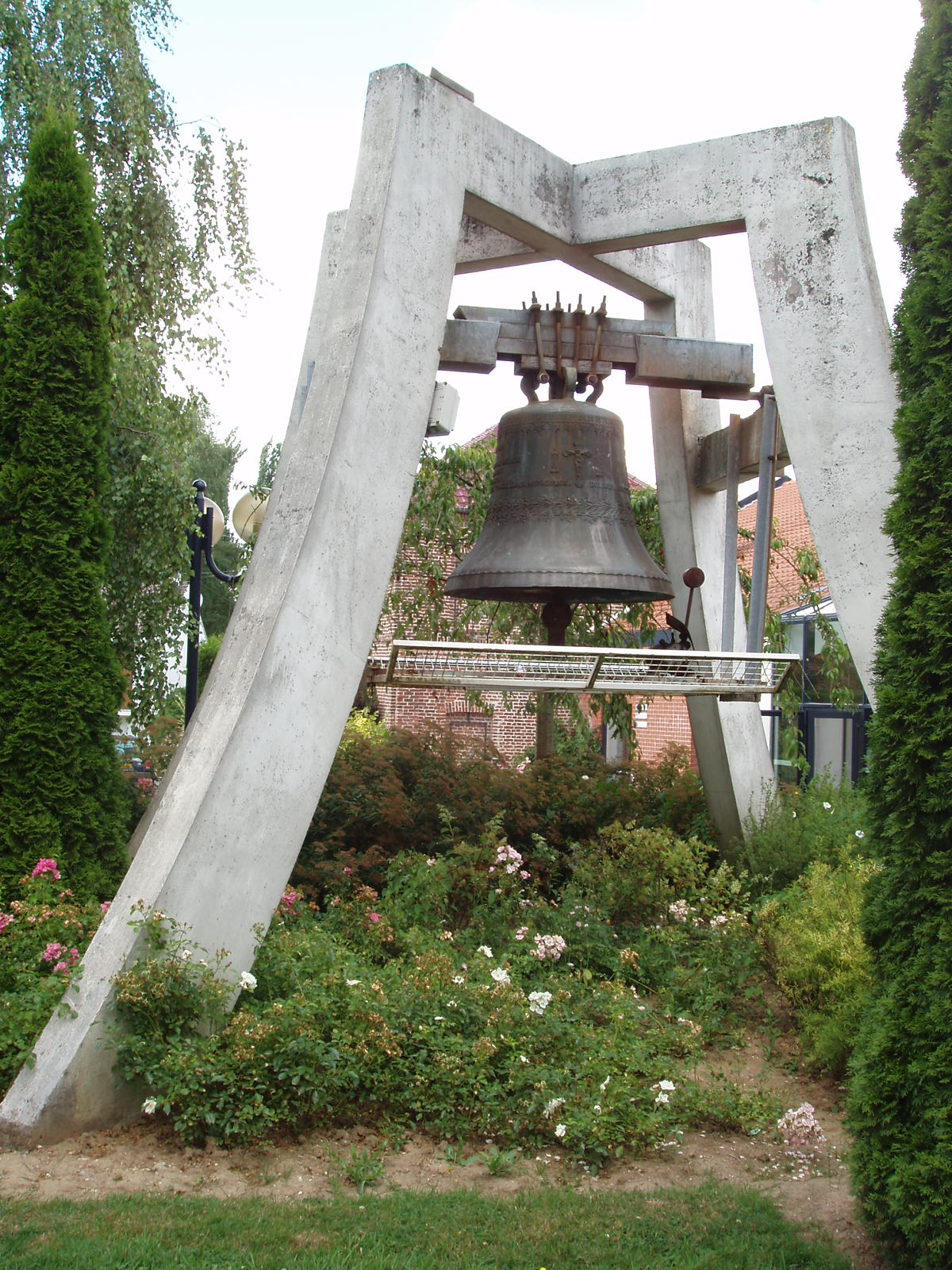
Separate Glocke der Kirche
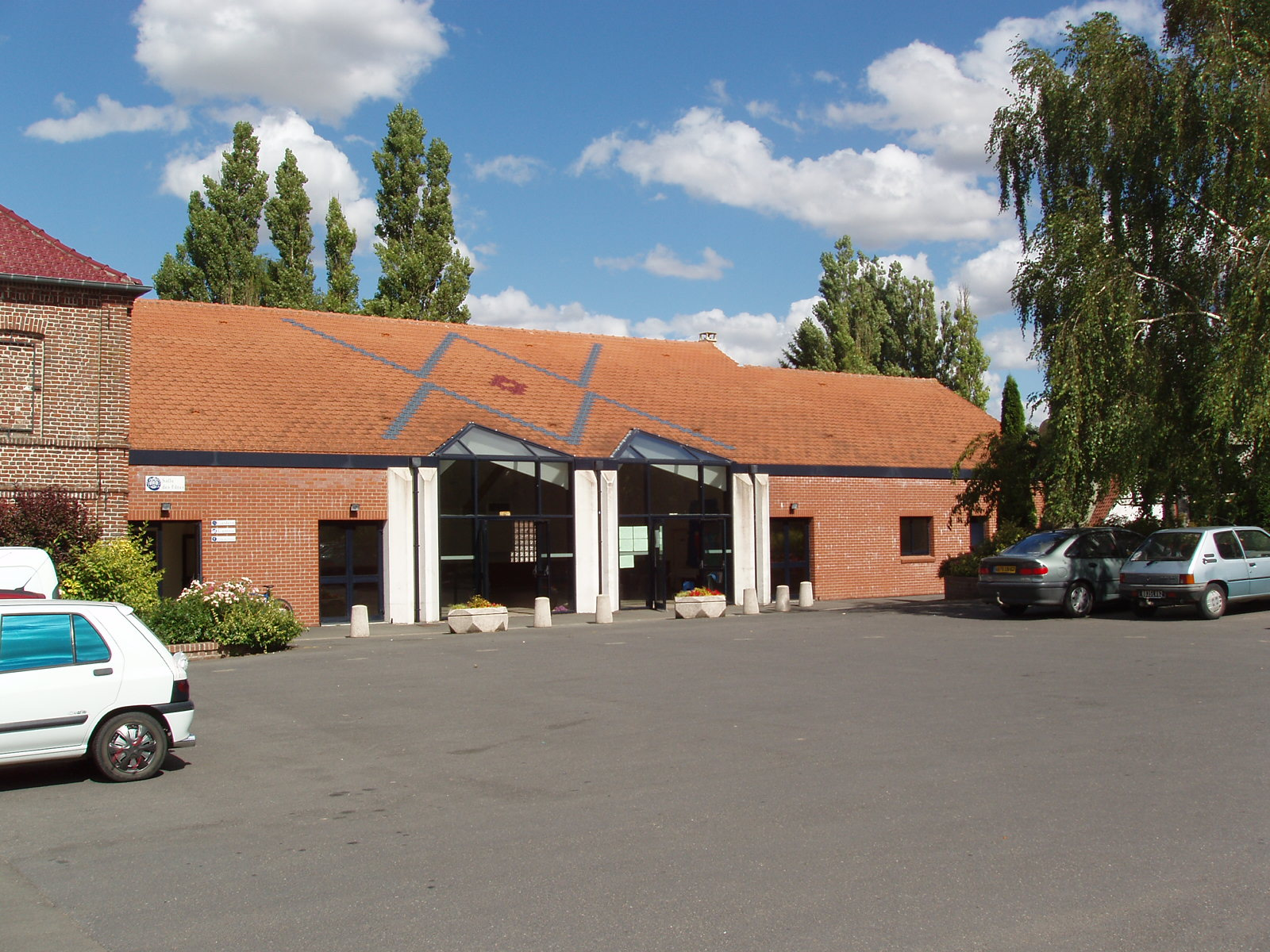
Gemeindefesthalle
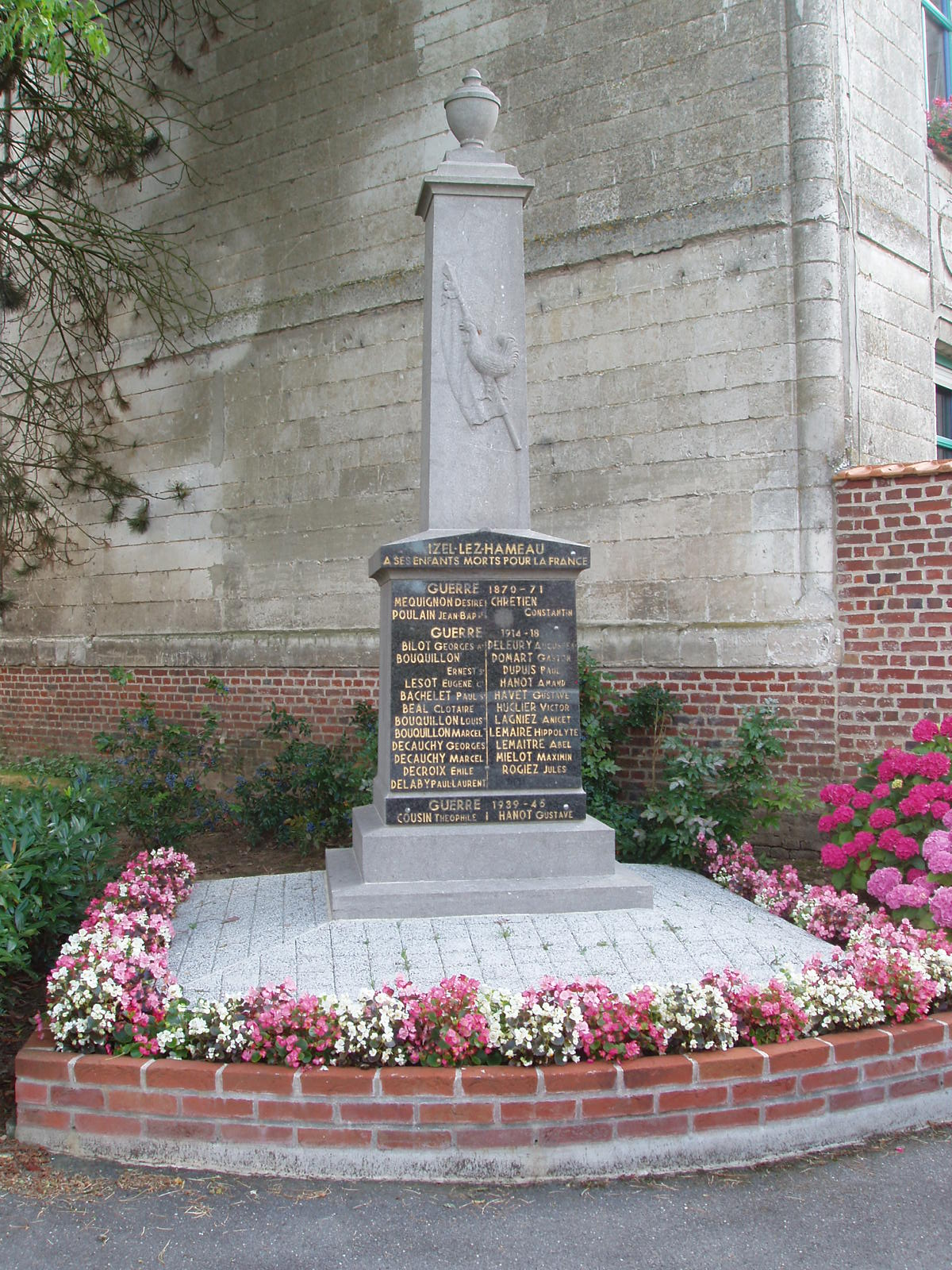
Gefallenendenkmal

- Wasserturm

- Kirche Saint-Pierre
- Separate Glocke der Kirche
- Gemeindefesthalle
- Gefallenendenkmal